# John Lindsay-Theimer
John Lindsay-Theimer (* 2. März 1884 als Johann Theimer in Lendorf (Drautal) in Kärnten; † 9. Mai 1952 in Zernsdorf, Kr. Königs Wusterhausen) war ein österreichisch-deutscher Komponist von Unterhaltungsmusik.

## Leben
Er wurde als Johann Theimer in Lendorf in Kärntner Drautal geboten. In den 1920er und 1930er Jahren lebte er in Berlin. Seit 1935 lebte er in Zernsdorf, Kr. Königs Wusterhausen, wo er 1952 verstarb.
1914 erschien unter seinem Künstlernamen John Lindsay-Theimer seine Komposition Aisha auf Schallplatte, gespielt vom Orchester Dávid Kozák. Er komponierte zahlreiche weitere stimmungsvolle und erfolgreiche Stücke der Unterhaltungsmusik, die überwiegend im 1911 gegründeten Richard Birnbach Musikverlag Berlin erschienen.
Zum 1. September 1932 trat er der NSDAP bei (Mitgliedsnummer 1.313.335).

## Werke
- Aisha (Indianisches Intermezzo) (1913/14)
- Poranek (Morgenstimmung) (1914)
- Blütenzauber (Walzer-Intermezzo) (1917)
- Terpsichore (Fox-Trot-Intermezzo) (1919)
- Vineta-Glocken (Valse Boston) (1921)
- Schwäbischer Ländler
- Mit den Händen geht es klipp, klapp, klapp (Kindertanz)
- Freut euch des Lebens (Walzer)
- Hoppsa, Schwabenliesel (Polka)
- Mond und Sterne (Walzer)
- Pußta-Legenden
- Fantasie über das C. Clewing’sche Lied Alle Tage ist kein Sonntag
- Walzer-Rhapsodie
- Traditionslied des Männerchores „Freie-Sänger“ Zernsdorf